# Patvarc
Patvarc là một thị trấn thuộc hạt Nógrád, Hungary. Thị trấn này có diện tích 7,84 km², dân số năm 2010 là 646 người, mật độ 82 người/km².